# کوکاپیرهوا
کوکاپیرهوا (به اسپانیایی: Colcapirhua) یک شهر در بولیوی است که در شهرداری کولکاپیرهوآ واقع شده‌است. کوکاپیرهوا ۴۸٬۶۳۱ نفر جمعیت دارد و ۲٬۴۹۷ متر بالاتر از سطح دریا واقع شده‌است.